# Liste des centrales électriques au Niger
La page suivante répertorie  les centrales électriques au Niger . 

## Contexte
D’après la Nigelec, en 2018 au Niger, le taux d’électrification n’est que de 12 %  qui veut le porter à 25 % à l’horizon 2021 grâce à d’importants investissements.

## Liste de centrales par type d'énergie

### Hydro-électrique
| Station hydroélectrique             | Région fournie                                                         | Type      | Capacité | Année terminée | Nom du réservoir | rivière      |
| ----------------------------------- | ---------------------------------------------------------------------- | --------- | -------- | -------------- | ---------------- | ------------ |
| Station hydroélectrique de Kandadji | - Région de Tillabery - Communauté urbaine de Niamey - Région de Dosso | Réservoir | 130 MW   | 2017 (prévu)   |                  | Fleuve Niger |

### Thermique
| Centrale thermique                       | Région fournie                                                                                             | Type de carburant | Capacité    | Année terminée                                                              | Nom du propriétaire    | Remarques |
| ---------------------------------------- | --- | ----------------- | ----------- | --------------------------------------------------------------------------- | ---------------------- | --- |
| Centrale thermique d'Anou Araren         | Région d'Agadez                                                                                            | Charbon           | 2 x 18,8 MW | 1981                                                                        | SONICHAR <br/> NIGELEC | Opérationnel. L'électricité est fournie aux sociétés minières d'uranium d'Agadez (Somair et Cominak) ainsi que le reste de la région d'Agadez |
| Centrale thermique de Niamey I           | Communauté urbaine de Niamey                                                                               | Gas-oil           |             |                                                                             | NIGELEC                | Non opérationnel |
| Centrale thermique de Niamey II (Goudel) | Communauté urbaine de Niamey                                                                               | Gas-oil           |             |                                                                             | NIGELEC                | Non opérationnel |
| Centrale thermique de Gorou Banda        | Communautés le long du fleuve Niger - Communauté urbaine de Niamey - Région de Dosso - Région de Tillabery | Gas-oil et Mazout | 100 MW      | 2017                                                                        | NIGELEC                | 80 MW réceptionnée |
| Centrale thermique de Malbaza            | Malbaza | Gas-oil           |             |                                                                             | NIGELEC                | Opérationnel |
| Centrale thermique de Zinder             | Région de Zinder                                                                                           | Gas-oil           |             |                                                                             | NIGELEC                | Opérationnel |
| Centrale thermique SORAZ                 | - Région de Zinder - Région de Maradi - Région de Tahoua                                                   | Gas-oil           | 54 MW       | 2011                                                                        | SORAZ                  | Opérationnel. Financement obtenu pour la construction de lignes de connexion haute tension au réseau à Zinder à partir de 2014                |
| Centrale thermique de Salkadamna         | - Région de Tahoua - Communauté urbaine de Niamey                                                          | Charbon           | 200 MW      | En attente d'approbation de financement et de construction à partir de 2012 | NIGELEC                | Les études techniques de faisabilité sont terminées. Obtenir un financement avec EXIMBANK en 2012                                             |

- NIGELEC = Société Nigerienne d'Electricité , Le service public responsable de l'électricité au Niger.